# Heiko Hinz
Heiko Hinz (* 8. November 1969 in Wustrow, Mecklenburg-Vorpommern) ist ein ehemaliger deutscher Boxer.

## Boxkarriere
Hinz begann mit dem Boxsport als Zehnjähriger bei der BSG Einheit Krakow am See, wo er von Karl-Heinz Röthke trainiert wurde. Dort wurde er vom Trainer Willi Ramin entdeckt, der ihn zum SC Traktor Schwerin holte. Ab 1983 besuchte er die Kinder- und Jugendsportschule der DDR (KJS) in Güstrow. Noch im selben Jahr gewann er die Kinder- und Jugendspartakiade sowie die DDR-Juniorenmeisterschaft.
Bei den Erwachsenen wurde Hinz viermal in Folge DDR-Vizemeister; er verlor im Finalkampf 1986 im Halbfliegengewicht gegen Roland Schmidt, 1987 im Fliegengewicht gegen Andreas Tews, 1988 im Bantamgewicht gegen Dieter Berg und 1989 im Federgewicht gegen Marco Rudolph. Zudem gewann er 1987, 1988 und 1989 jeweils Silber beim Chemiepokal in Halle (Saale), wobei ihm unter anderem Siege gegen Róbert Isaszegi, Timofei Skrjabin und Andreas Tews gelangen. In den Finalkämpfen war er jeweils gegen Juan Torres, Pedro Reyes und Dieter Berg unterlegen. Bei der Europameisterschaft 1987 in Turin startete er im Halbfliegengewicht, verlor jedoch im Achtelfinale gegen den späteren Silbermedaillengewinner Krasimir Tscholakow. Beim Tammer-Turnier 1989 in Finnland schied er im Halbfinale gegen Óscar de la Hoya mit einer Bronzemedaille aus.
Nach der deutschen Wiedervereinigung boxte er für Flensburg und Schwerin in der 1. Bundesliga, gewann 1990 den Chemiepokal und wurde 1991 nach einer Finalniederlage gegen Andreas Tews Deutscher Vizemeister im Federgewicht. Im selben Jahr gewann er unter anderem mit einem Sieg gegen Kirkor Kirkorow den Intercup in Schriesheim und nahm an der Europameisterschaft in Göteborg teil, wo er im Achtelfinale des Federgewichts diesmal gegen Kirkorow ausschied. 1992 wurde er nach einer Finalniederlage gegen Andreas Tews erneut Deutscher Vizemeister im Federgewicht.
1993 wurde er schließlich mit einem Finalsieg gegen Marco Rudolph erstmals Deutscher Meister im Leichtgewicht und gewann auch den Chemiepokal, wobei er im Finale Enrique Carrión bezwang. Er konnte daraufhin auch an der Weltmeisterschaft 1993 in Tampere teilnehmen, wo er im Achtelfinale des Federgewichts gegen Ramaz Paliani unterlag.
1994 gewann er nach einer Niederlage gegen Artur Grigoryan Bronze beim Chemiepokal und konnte bei den Goodwill Games in Sankt Petersburg die Silbermedaille im Leichtgewicht erkämpfen. 1995 wurde er mit einem Finalsieg gegen Daniel Prosch wieder Deutscher Meister im Leichtgewicht und gewann Bronze beim Chemiepokal 1996, nachdem er im Halbfinale gegen Steven Küchler unterlegen war.
1997 wurde er mit einem finalen Sieg gegen Norman Schuster nochmals Deutscher Meister im Leichtgewicht und gewann auch den Chemiepokal, wobei ihm unter anderem ein Sieg gegen Arnaldo Mesa gelungen war.
Nach seiner Wettkampfkarriere arbeitete er für ein Transportunternehmen im Allgäu.